# BasisBijbel
De BasisBijbel is een Bijbelvertaling in eenvoudig Nederlands.  Deze in 2013 verschenen vertaling is gebaseerd op de Statenvertaling, waarbij ernaar is gestreefd om de Bijbel zo betrouwbaar mogelijk in eenvoudige taal weer te geven en hiermee voor iedereen toegankelijk te maken. Het leesniveau van de BasisBijbel ligt dan ook aanzienlijk lager dan van bijvoorbeeld Het Boek.
De BasisBijbel verscheen eerst als digitale Bijbel op het internet. In de zomer van 2016 bracht de Zakbijbelbond hem in druk uit. De lezerskring varieert van reformatorische en evangelische kerken tot Protestantse gemeenten.

## Ontstaan
De BasisBijbel is in vijftien jaar tijd vertaald door Jacoline Kleyn. Met de BasisBijbel wilde Kleyn de Bijbel toegankelijk maken voor iedereen die de andere Bijbels te moeilijk vindt. Omdat er geen uitgever gevonden kon worden, werd in 2013 de eerste versie op internet gepubliceerd onder de naam BasicBijbel. De eerste gedrukte versie verscheen in 2016 en werd uitgegeven door de ZakBijbelBond. Hierbij was gekozen voor de naam BasisBijbel, om duidelijker te maken dat het om een Nederlandse vertaling van de Bijbel gaat.

## Opzet
De woordkeuze is eenvoudig en zowel zinnen als woorden zijn kort gehouden. Typische Bijbelwoorden zoals tabernakel, rechtvaardiging, ark, zijn vervangen door gewone woorden uit de dagelijkse taal. Daardoor is deze Bijbel ook geschikt voor beginnende Bijbellezers. Hier en daar zijn woorden toegevoegd tussen vierkante haken, om iets kort uit te leggen of om de zin duidelijker te maken. Maten en gewichten zijn aangegeven in de oorspronkelijke eenheden, zoals sikkels, efa's en dergelijke, maar zijn daarachter, tussen haakjes, omgerekend naar de eenheden van nu. Beeldspraak is zoveel mogelijk behouden, maar wel met een verduidelijking. Als voorbeeld: Net zoals een boom stevig met zijn wortels in de grond staat, zo moeten jullie stevig in Hem geworteld staan in Jezus. (Kolossenzen 2:7) De BasisBijbel is de enige vertaling in eenvoudig Nederlands die in deze tekst de oorspronkelijke beeldspraak in tact heeft gelaten. 

## Kenmerken van de BasisBijbel
- Maakt gebruik van eenvoudig Nederlands (makkelijker dan Het Boek, vergelijkbaar met de Bijbel in Gewone Taal).
- Is niet uit de grondtekst vertaald en dus een parafrase.
- Blijft echter wel trouw aan de oorspronkelijke beeldspraak.
- Maakt gebruik van eerbiedskapitalen bij verwijzingen naar God, Jezus Christus en de Heilige Geest.
- De weergave van de Godsnaam is HEER.
- Toegevoegde (verklarende) tekst is geplaatst tussen [vierkante haken].

## Gebruik
Door de wens van de vertaler om zo dicht mogelijk bij de oorspronkelijke tekst te blijven wordt de BasisBijbel in diverse kringen geaccepteerd en gebruikt. Zowel in gereformeerde kringen, evangelische kringen en gemeenten die behoren tot de Protestantse Kerk in Nederland. In veel kerken/gemeenten wordt de vertaling veelal gebruikt voor evangelisatie en/of dagelijks gebruik, minder vaak voor de eredienst of Bijbelstudie.

## Trivia
De BasisBijbel heeft geen link met de Duitstalige BasisBibel.